# Het Hooghuis (Oss)
Het Hooghuis is een christelijke scholengemeenschap voor voortgezet onderwijs in de regio van de Nederlandse gemeente Oss en is verbonden aan de Stichting Carmelcollege.

## Ontstaansgeschiedenis
Het Hooghuis ontstond op 1 augustus 2000 onder de naam Het Hooghuis Lyceum door een fusie van het Carmel College Oss - Heesch - Ravenstein en het Trias College om het vmbo-onderwijs in Oss onder te brengen. Op 1 augustus 2008 werd de naam veranderd naar Het Hooghuis en kreeg de organisatie een nieuw logo.
De naam van Het Hooghuis is ontleend aan de latere naam van het gebouw dat in 1407 de naam Graafse Poort droeg. Dat gebouw kende diverse functies die veelal sociaal van karakter waren.
Vanaf 1 januari 2015 maakt Het Mondriaan College ook deel uit van Het Hooghuis. In 2017 stopt Het Hooghuis met de locatie in Ravenstein, omdat het leerlingaantal te ver daalt.

## Onderwijs
Het Hooghuis verzorgt alle reguliere vormen van voortgezet onderwijs: Praktijkonderwijs (PRO), vmbo, havo en vwo verdeeld over de volgende 8 scholen (locaties genoemd):
| naam locatie                               | onderwijssoorten | plaats | foto |
| ------------------------------------------ | ---------------- | ------ | ---- |
| locatie De Singel                          | PRO              | Oss    |      |
| locatie Heesch                             | vmbo             | Heesch |      |
| locatie Mondriaan College                  | vmbo/havo        | Oss    |      |
| locatie Oss-Stadion (voorheen Oss-Centrum) | vmbo             | Oss    |      |
| locatie Oss-West                           | vmbo             | Oss    |      |
| locatie Oss-Zuid                           | vmbo             | Oss    |      |
| locatie Titus Brandsma Lyceum (TBL)        | havo/vwo         | Oss    |      |

Daarnaast is er een vestiging waar de centrale directie en ondersteunende diensten zijn ondergebracht; de centrale dienst.

## Bekende (oud-)leerlingen
- Alexander Klöpping, ondernemer
- Giel de Winter, presentator
- Vajèn van den Bosch, zangeres en actrice